# شیوع (فیلم ۱۹۹۵)
شیوع (انگلیسی: Outbreak) فیلمی آمریکایی در سبک اکشن، مهیج و علمی–تخیلی به کارگردانی ولفگانگ پترسن است که در سال ۱۹۹۵ منتشر شد.

## موضوع فیلم
زئیر، سال ۱۹۶۷. در یک اردوگاه سربازان مزدور، یک بیماری عفونی مرموز توجه مقامات بهداری ارتش آمریکا را جلب می‌کند و دکتر «سام دانیلز» (هافمن) مأمور بررسی می‌شود.

## بازیگران
- داستین هافمن
- رنه روسو
- مورگان فریمن
- کوبا گودینگ جونیور
- پاتریک دمپسی
- دونالد ساترلند
- کوین اسپیسی
- بنیتو مارتینز
- داله دای
- جی تی والش